# Grimskunk
Grimskunk, parfois stylisé GrimSkunk, est un groupe de punk rock canadien, originaire de Montréal, au Québec. Il est formé en 1988 à partir des cendres de Fatal Illness. En date, le groupe compte huit albums, deux EP et un album live. Il décrit son style de « world punk ».
Les membres du groupe sont très présents en Colombie-Britannique, et peuvent être considérés comme les précurseurs de la présence massive de québécois dans cette province année après année[réf. nécessaire]. Ils intègrent également le français, l'anglais, l'espagnol, le grec et le perse dans leurs morceaux. Leurs morceaux comprennent d'ailleurs des éléments de punk rock, punk hardcore, reggae, de musique progressive, rock psychédélique, de ska, de hip-hop et de musique du monde.

## Biographie

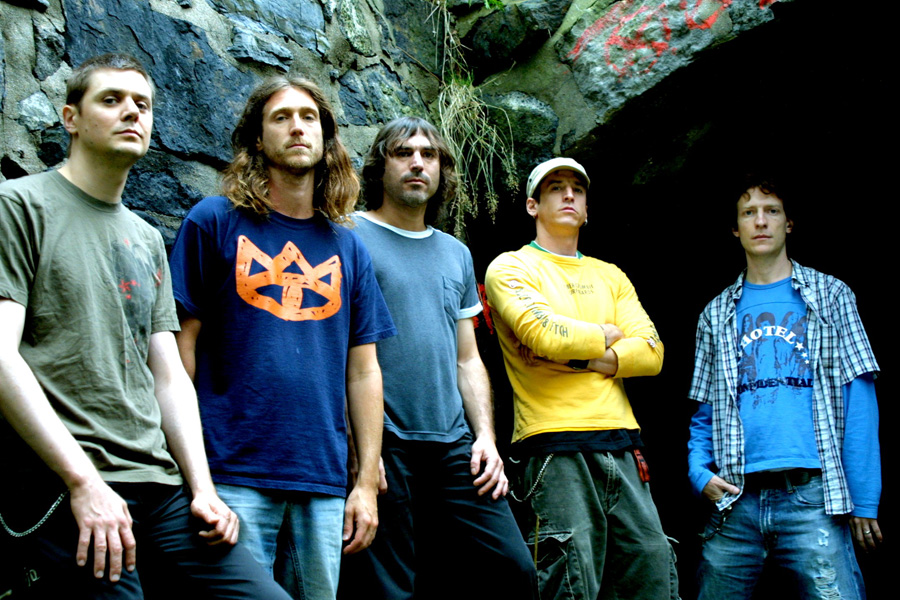
Grimskunk en 2006.

GrimSkunk est formé en 1988 depuis un ancien groupe de post-hardcore local appelé Fatal Illness. GrimSkunk joue son premier concert en avril 1989. Le premier album démo, Autumn Flowers, est publié deux ans plus tard en avril 1991. Avec B.A.R.F., Anonymus et Groovy Aardvark, le groupe est l'un des premiers du genre « alternatif » à tourner au Québec.
En 1997, Franz Schuller et les membres de Grimskunk fondent la maison de disques Indica, un label indépendant prônant le DIY pour encourager la scène underground locale du Québec, qui en coopération avec Yelen Musique de France a importé quelques groupes tels Tryo, La Rue Kétanou, La Ruda (anciennement la Ruda Salska), Tagada Jones, et connu des succès avec des groupes québécois tels que Les Trois Accords et Vulgaires Machins. 
En 1999, le bassiste Marc-Boris Saint-Maurice quitte le groupe pour fonder le Bloc Pot au niveau provincial et le Parti marijuana du Canada au niveau fédéral. Il est toujours impliqué politiquement pour faire valoir les droits de l'usage de la marijuana, notamment à des fins thérapeutiques. Le 28 février 2005, Boris quittait le Parti Marijuana pour devenir membre du Parti libéral du Canada (PLC), estimant que les chances d'arriver aux objectifs poursuivis par les deux partis pro-marijuana étaient meilleures dans le parti alors au pouvoir.
En 2002, le groupe publie son septième album, Seventh Wave, qui n'est pas bien accueilli par la presse spécialisée à cause de son changement de style musical,,. Avant de se joindre à Grimskunk, qu'il quitte en 2004, Todd R. Wirschem était le bassiste et chanteur du groupe Big Hair.
En 2006, le groupe publie l'album Fires Under the Road, qui marque un retour de leurs racines musicales. En parallèle, le groupe collabore avec plusieurs vedettes de la scène underground québécoise dont Shantal Arroyo du groupe Overbass, Uncle Costa du groupe Vulgar Deli, Ronee du défunt groupe Race et Guillaume le guitariste des Vulgaires Machins qui a participé à l'enregistrement de l'album Seventh Wave. Grimskunk se produit sur scène au Amnesia Rockfest de Montebello en juin 2008. Le batteur Alain Vadboncœur participe à son dernier spectacle avec Grimskunk le 15 mars 2009 aux Foufounes électriques.
Todd décède de causes naturelles le 20 février 2015. Le 28 avril 2018, le groupe publie un nouvel album, intitulé Unreason in the Age of Madness. L'album était annoncé en début avril.

## Projets parallèles
Joe Evil participe[Quand ?] à Colectivo, un collectif de musiciens de la scène québécoise faisant de la musique à saveur internationale, notamment latine, leurs spectacles sont un medley de leurs compositions et d'hommages à divers groupes notamment Mano Negra. Lui et Vincent Peake ont également fait quelques spectacles avec le groupe Aut'Chose. 

## Style musical
Markus Kavka du magazine Metal Hammer considère le style musical du groupe comme « confus » étant donné qu'il n'existe aucun élément clair à reconnaître. Grimskunk se développe « de plus en plus comme une sorte de Waltari à la canadienne ». Lutz Koroleski analyse des éléments de punk hardcore, punk rock, rock alternatif et crossover thrash, de la même manière que Scatterbrain. Pour le magazine allemand Zillo, leur style est un « crossover multiculturel » de « metal old school [...], de sons progressifs [...], de punk [...], de ska, de musique latine et metal extrême orientale. »
Stephan Schelle du webzine Musikzirkus déclare qu'« on ne reconnaît pas le groupe d'une chanson à l'autre. » Bien que, comme d'autres critiques, il peut analyser des éléments issus du heavy metal, du hard rock, du punk et du rock indépendant.

## Membres

### Membres actuels
- Franz Schuller - guitare, chant
- Joe Evil (Joseph Burnett) - claviers, chant
- Vincent Peake - basse (également membre de Groovy Aardvark)
- Peter Edward - guitare
- Alain Vadeboncoeur - batterie, chant

### Anciens membres
- Marc-Boris Saint-Maurice - basse (1988-1999)
- Todd R. Wirschem - basse
- Ben Shatskoff - batterie (2009-2021)

## Discographie

### Albums studio
- 1994 : Grim Skunk
- 1996 : Meltdown
- 1997 : Autumn Flowers - Rerolled
- 1998 : Fieldtrip
- 2001 : Grim Skunk plays... Fatal Illness
- 2002 : Seventh Wave
- 2006 : Fires Under the Road
- 2012 : Set Fire!
- 2018 : Unreason in the Age of Madness

### Démos et EP
- 1991 : Autumn Flowers (démo) (enregistrement cassette seulement)
- 1992 : Exotic Blend (EP)
- 1993 : Rooftop Killer (EP) (vinyle)
- 2000 : EP 2000 (EP)
- 2001 : EP 2001 (EP) (CD en édition limitée pour la France)
- 2011 : Skunkadelic (double vinyle)

### Albums live
- 2003 : Live / DVD unplugged (DVD du spectacle acoustique enregistré à l'église Saint-Roch de Québec)